# 信旗山

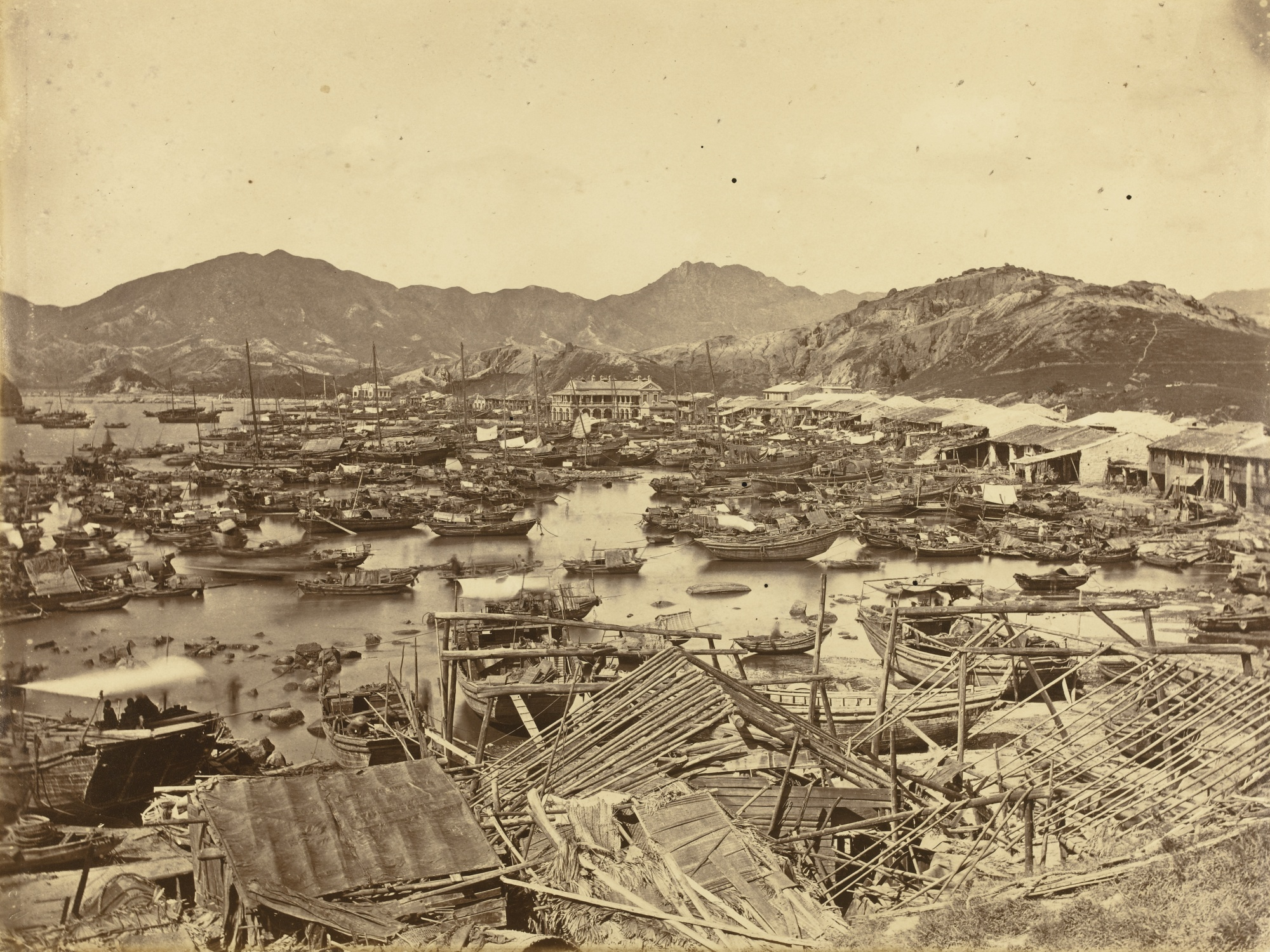
1874年甲戌風災後的油麻地，右方近岸邊可見信旗山

信旗山（英語：Danger Flag Hill，有譯訊旗山或危旗山）是香港一個已消失的地名，指位於九龍京士柏西北的一座山丘，現時為京士柏花園及香港天文台京士柏氣象站的所在地。
19世紀後期至20世紀初，皇囿一帶被駐守槍會山軍營的駐港英軍用作練靶場之用，每當射擊進行期間，英軍便會在其北面的一座山丘上升起紅旗以作警示，「信旗山」因而得名，由於這支紅旗代表注意危險，故該山又稱「危旗山」。